# Governatorato di Radom
Il governatorato di Radom (in polacco: Gubernia radomska) fu un'unità amministrativa (governatorato) del Regno del Congresso (Polonia).

## Storia
Fu creato nel 1844 dall'unione dal governatorato di Sandomierz e del Governatorato di Kielce. La capitale era a Radom (in precedenza capitale del governatorato di Sandomierz).

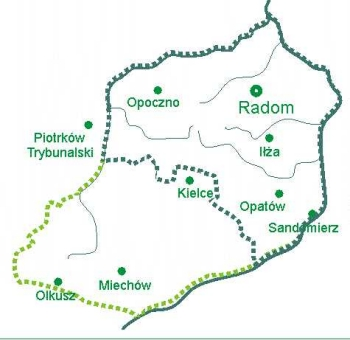
Cartina. In verde chiaro in confini prima del 1866, in verde scuro quelli successivi.

Era suddiviso in 8 distretti: Kielce, Miechów, Olkusz, Opatów, Opoczno, Radom e Sandomierz.
Nel 1866 il governatorato di Kielce fu reso di nuovo indipendente, e pertanto il suo territorio fu sottratto al governatorato di Radom.